# ژپیرون
ژپیرون(به انگلیسی: Gepirone) یک داروی ضد افسردگی و ضد اضطراب است که جز گروه آزاپیرون‌ها محسوب می‌شود. این دارو توسط بریستول-مایرز اسکوئیب در سال ۱۹۸۶ سنتز شد و برای درمان افسردگی مورد بررسی قرار گرفت اما هرگز به بازار عرضه نشد.